# MUWA
MUWA（ムワ）は、日本の聴覚障害者プロレスラー。本名：川村 鉄平（かわむら てっぺい）。聾プロレス所属。

## 来歴
17歳にUWFプロレスラー船木誠勝に憧れ、トレーニングを重ねる。18歳から空手を学ぶ等のトレーニングを経て、プロフェショナルレスリング藤原組のプロテストを受けるも結果は不合格。19歳にアニマル浜口レスリング道場に入門し、アマチュア総合格闘技でデビューを果たす。同年に総合格闘技団体パンクラスのプロテストを受けるも不合格となる。

### 闘聾門JAPAN
- 2005年6月 - マグナムTAKASAGOと共に聴覚障がい者プロレス団体「闘聾門JAPAN」を設立。
- 2006年11月11日 - 闘聾門JAPAN旗揚げ。メインイベントのシングルマッチに出場するもタイガー・キッドに敗れる。
- 2008年
  - 2月16日 - ディファ有明にて新たに創設されたDEAF−MAX王座決定8人トーナメントにエントリー、決勝戦まで進むも首の負傷の為、棄権。
  - 6月15日 - デルフィンアリーナにて、DEAF−MAX王座戦に挑戦者として出場、牛神ライガーを下し、三代目王者となる。この試合当日の2週間前に前十字靭帯断裂という大怪我を負っていた。
  - 11月15日 - ディファ有明にて、DEAF−MAX王座防衛に選手権で成功するも、松永光弘が乱入し、抗争に入る。
- 2009年7月18日 - 船堀タワーにて、タッグマッチで松永光弘を相手にサボテン・有刺鉄線ボード・有刺鉄線バットデスマッチで対戦する。この試合が初のデスマッチとなる。
- 2010年
  - 4月10日 - 試合中に右前十字靭帯断裂の大怪我を負う。
  - 6月6日 - 格闘探偵団バトラーツの山本裕次郎とUWFルールで対決するも敗れる。
  - 7月 - 左前十字靭帯再術の為、欠場。
- 2011年11月26日 - 闘聾門JAPAN5周年記念大会にて、葛西純と画鋲・TLCデスマッチ（椅子・テーブル・ハシゴ）を行うも敗れる[1]。
- 2012年6月 - 右前十字靭帯再術の為、欠場。
- 2013年3月30日 - DMC総合格闘技（聴覚障がい者の総合格闘技団体）名古屋大会ミドル級トーナメントにエントリー、準優勝を果たす。
- 2014年
  - 2月8日 - フィリピン遠征にて、イギリスの聴覚障がい者プロレスラー、アルバと対戦、勝利を飾る。
  - 9月29日 - グラジエーターのディファ有明大会にて、エキシビションマッチ5分一本勝負でミノワマンと対戦。スリーパーホールドでタップアウトを奪われる。
- 2016年11月12日 - 闘聾門JAPAN10周年記念興行にて、蛍光灯・画鋲・カミソリボードデスマッチで葛西純と再戦するも敗れる。MUWAが敗れた場合、闘聾門JAPANは解散する条件だったため、同団体は解散が決定した。

### 聾プロレス
- 2017年1月 - 新たに新設された聾プロレスに入団。
- 2018年2月3日 - メキシコ遠征試合に参加、メキシコの聴覚障がい者プロレスラーであるクルスと蛍光灯・画鋲デスマッチで対戦、勝利。

## 人物
- プロレスが最強であることを証明するために総合格闘技の試合に参戦している。
- 普段は補聴器を装着している。
- 聞こえのレベルは軽度である。

## 得意技
MUWAラリアット
ラリアットは食らった相手が倒れる際後頭部に高い衝撃がかかるため、通常は打たれたら後ろ受け身をとる場合がほとんどである。
キングゴング投げ
リフトアップした時、相手を頭上に持ち上げて落とす技。
アンクルホールド
相手の足を自分の足で固定した後、アームロックに近い形で足首を捻りあげる技。
ジェットプール
相手を肩車し、さらにつま先を持ち上げ正座のような状態にしてから、前に顔面から叩きつけるフェイスバスター。

## 獲得タイトル
- DEAF-MAX王座（3代目）

## メディア出演
- 報道の魂「リングの上のろう者たち」TBS系列（2009年4月19日）[2]
- ろうを生きる 難聴を生きる「リングで見つけた生きる力−ろうのプロレス団体−」NHK系列（2016年12月17日）[3]